# Фоллінг-Вотер (Теннессі)
Фоллінг-Вотер (англ. Falling Water) — переписна місцевість (CDP) в США, в окрузі Гамільтон штату Теннессі. Населення — 1873 особи (2020).

## Географія
Фоллінг-Вотер розташований за координатами 35°11′46″ пн. ш. 85°15′35″ зх. д. / 35.19611° пн. ш. 85.25972° зх. д. (35.196223, -85.259830).  За даними Бюро перепису населення США в 2010 році переписна місцевість мала площу 14,35 км², уся площа — суходіл.

## Демографія
Згідно з переписом 2010 року, у переписній місцевості мешкали 1232 особи в 499 домогосподарствах у складі 378 родин. Густота населення становила 86 осіб/км².  Було 545 помешкань (38/км²).
Расовий склад населення:
| - 98,1 % — білих - 0,6 % — азіатів - 0,3 % — чорних або афроамериканців - 0,2 % — вихідців з тихоокеанських островів |

До двох чи більше рас належало 0,7 %. Частка іспаномовних становила 0,5 % від усіх жителів.
За віковим діапазоном населення розподілялося таким чином: 19,6 % — особи молодші 18 років, 62,8 % — особи у віці 18—64 років, 17,6 % — особи у віці 65 років та старші. Медіана віку мешканця становила 44,0 року. На 100 осіб жіночої статі у переписній місцевості припадало 98,7 чоловіків;  на 100 жінок у віці від 18 років та старших — 94,7 чоловіків також старших 18 років.
Середній дохід на одне домашнє господарство  становив 73 522 долари США (медіана — 67 708), а середній дохід на одну сім'ю — 83 958 доларів (медіана — 73 516). За межею бідності перебувало 4,3 % осіб, у тому числі 0,0 % дітей у віці до 18 років та 8,5 % осіб у віці 65 років та старших.
Цивільне працевлаштоване населення становило 768 осіб. Основні галузі зайнятості: освіта, охорона здоров'я та соціальна допомога — 35,4 %, науковці, спеціалісти, менеджери — 15,5 %, роздрібна торгівля — 11,8 %, будівництво — 9,5 %.